# Кофун
Кофун (на японски: 古墳時代) е период от японската история, датиращ от 300 г. до 538 г., когато е въведен будизма в Япония. Кофун следва периода Яйои. Понякога се разглежда заедно с периода Асука под наименованието Ямато. Най-ранната писмена история на Япония датира именно от Кофун, но изучаването на период зависи силно от археологията, тъй като хронологията на историческите източници често е променлива.
Периодът Кофун има голямо културно значение. Характеризира се със силно влияние от Корейския полуостров, като археолозите считат, че културата е обхващала южната част на полуострова и островите Кюшу и Хоншу. Терминът кофун се отнася за вид могила, датираща от тази епоха. Находките сочат, че могилите и материалната култура на елита са били сходни из целия регион. Към края на периода в Япония са внесени будизма и китайската писмена система от Китай. През периода Кофун се наблюдава най-ранната политическа централизация в Япония – кланът Ямато започва да доминира в югозападната част на страната, основава императорски дом и спомага за контролирането на търговските пътища в региона.
Керамиката на периода Кофун се характеризира с въвеждането на синьо-сива глина, тънки и твърди съдове, които са се пекли при температура от 1100 – 1200 °C, подобно на съвременния порцелан. Това е повратна точка в грънчарството на Япония.